# 10259 Osipovyurij
A 10259 Osipovyurij (ideiglenes jelöléssel 1972 HL) a Naprendszer kisbolygóövében található aszteroida. Tamara Mihajlovna Szmirnova fedezte fel 1972. április 18-án.